# マリー・ダヴェーヌ
マリー・ダヴェーヌ（Marie d'Avesnes, 1280年 - 1354年）またはマリー・ド・エノー（Marie de Hainaut）は、ブルボン公ルイ1世の妃。

## 生涯
マリーはエノー伯・ホラント伯ジャン2世とフィリッパ・フォン・ルクセンブルクの娘で、ギヨーム1世の姉にあたる。また、姪には神聖ローマ皇帝ルートヴィヒ4世と結婚したエノー・ホラント女伯マルガレーテ、およびイングランド王エドワード3世と結婚し、リチャード2世の父エドワード黒太子、ヘンリー4世の父でランカスター家の祖ジョン・オブ・ゴーントを含む9人の子供たちの母となったフィリッパ・オブ・エノーがいる。
1310年、クレルモン伯ロベールとベアトリス・ド・ブルボンの息子ブルボン公ルイ1世と結婚し、2人の間には8子が生まれた。

## 子女
- ピエール1世（1311年 - 1356年） - ブルボン公。ポワティエの戦いで戦死。
- ジャンヌ（1312年 - 1402年） - 1324年にフォレ伯ギーニュ7世と結婚。
- マルグリット（1313年 - 1362年） - 1320年6月6日にジャン2世・ド・シュリーと結婚、1346年にユタン・ド・ヴェルメイユと結婚。
- マリー（1315年 - 1387年） - 1330年１月にニコシアでガリラヤ公ギー（キプロス王ユーグ4世の子）と結婚、1347年9月9日にターラント公ロベルトと結婚。
- フィリップ（1316年 - 1327年以降）
- ジャック（1318年）
- ジャック1世（1319年 - 1362年） - ラ・マルシュ伯。ブリニェの戦いで戦死。
- ベアトリス（1320年 - 1383年）[2] - 1334年にボヘミア王ヨハンと結婚。1347年頃にウード2世・ド・グランシーと結婚。